# Heinrich VII. von Montfort-Rothenfels
Graf Heinrich VII. von Montfort-Rothenfels (* 1456 auf Burg Rothenfels; † 1512) war ein deutscher römisch-katholischer Geistlicher.

## Leben

### Familie
Heinrich VII. von Montfort-Rothenfels entstammte einem der bedeutendsten Hochadelsgeschlechter in Schwaben und war das älteste Kind des Grafen Hugo XIII. von Montfort-Tettnang (* unbekannt; † 16. Oktober 1491) und dessen Ehefrau Elisabeth von Werdenberg († 9. Februar 1488); er hatte noch fünf leibliche Geschwister und einen Halbbruder, Johannes Hugonis (* 1440; † 1501), den sein Vater noch vor der Hochzeit mit Elisabeth gezeugt hatte. Seine Mutter war die Tochter des Grafen Johann IV. von Werdenberg-Sargans († 1465) und dessen Ehefrau Elisabeth von Württemberg, Urenkelin Kaiser Karl IV., sowie Tochter des Grafen Eberhard III. von Württemberg und der Elisabeth von Nürnberg-Hohenzollern.
Sein Vater hatte, gemeinsam mit seinem Bruder Rudolf VII. († 1445) Rothenfels, Wasserburg und Langenargen geerbt. Er ließ 1451 seinen Besitz in einem Urbar aufzeichnen, erwarb 1453 das Marktrecht für Oberstaufen und das Stadtrecht für Langenargen. 1471 konnte er bei Kaiser Friedrich III. die Erhebung von Rothenfels zur Reichsgrafschaft Königsegg-Rothenfels durchsetzen. Ihn verband eine Freundschaft mit dem Tiroler Landesfürsten Herzog Siegmund von Österreich, an dessen Hof in Innsbruck er sich immer wieder aufgehalten hatte.

### Werdegang
Heinrich VII. von Montfort-Rothenfels verlebte vermutlich die ersten Jahre seiner Kindheit auf der Burg Rothenfels und erlebte 1462 den Brand durch Blitzschlag, der die Burg zerstörte, sodass sie wieder aufgebaut werden musste. Nach dem Brand zog die Familie nach Immenstadt und residierte dann in Langenargen.

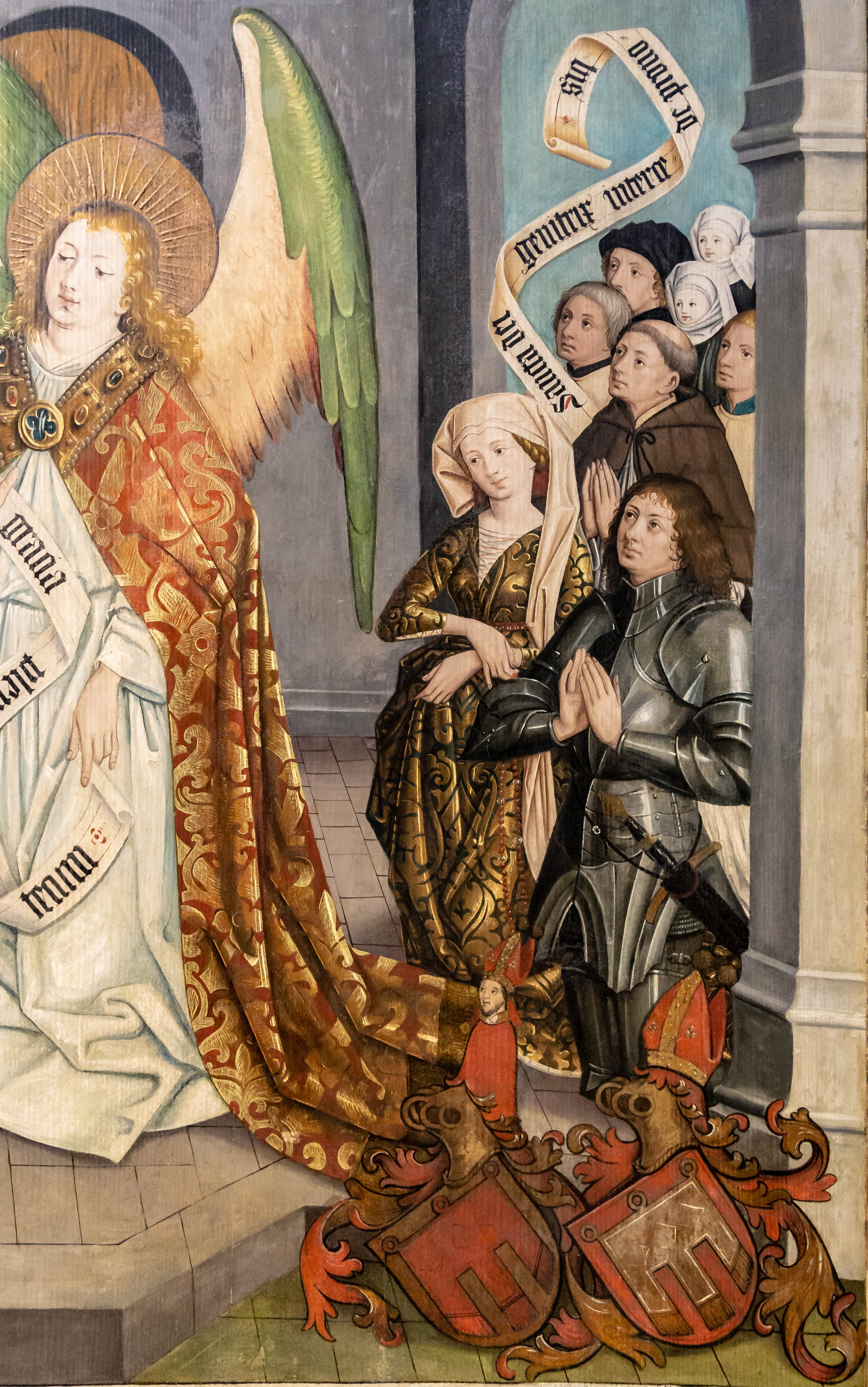
Montfort-Werdenberg-Altar

Er wurde nach alter Familientradition für den geistlichen Stand bestimmt und verzichtete am 26. Juli 1483, nachdem er volljährig geworden war, gegen ein jährliches Leibgeding von 150 Gulden, auf sein väterliches, mütterliches und brüderliches Erbe, allerdings mit dem Vorbehalt, sollte er seinen Vater oder seine Brüder überleben und diese keine ehelichen, männlichen Erben hinterlassen, sein Erbrecht wieder in Kraft trete.
Dass die Entscheidung zur geistlichen Laufbahn bereits früh getroffen worden sein muss, wird sichtbar in dem sogenannten Montfort-Werdenberg-Altar, den die Brüder Hans und Ivo Strigel in Memmingen im Auftrag des Grafen Hugo XIII. von Montfort-Tettnang schufen: hinter dem Grafenpaar sind die sechs Kinder dargestellt, an erster Stelle Graf Heinrich mit Tonsur, die Hände zum Gebet gefaltet, eher ein junger Mann als ein neunjähriger Knabe.
Am 13. September 1467 erfolgte seine Präsentation im Sinne einer Anwartschaft durch seinen Vater auf der Pfarre Missen im späteren Landkreis Sonthofen, der dort Patronatsherr war. Heinrich VII. von Montfort-Rothenfels erhielt vermutlich die verschiedenen Weihen bereits im Kindesalter in Augsburg; dort war 1469 Johann von Werdenberg, der Bruder seiner Mutter, zum Bischof gewählt worden. Er erhielt jedoch nur die niederen Weihen, in den höheren Weihen gelangte er nicht über den niedrigsten Grad, das Subdiakonat, hinaus; noch gegen Ende des Jahres 1504 wird er in Konstanz als senior subdiaconus bezeichnet. Der Subdiakon war zwar auch zum Zölibat verpflichtet, konnte jedoch eher Dispens erlangen, falls er sich zu irgendeinem Zeitpunkt zu einem Wiedereintritt in den weltlichen Stand entschlossen hätte; nach dem Erbverzicht wäre ein solcher Wiedereintritt in den weltlichen Stand dann wieder möglich gewesen.
Als mit dem Tod von Diepold Turnlin, Domherr in Augsburg, Straßburg und Konstanz, 1472, ein Kanonikat im Augsburger Domkapitel frei wurde, wurde dieses Heinrich VII. von Montfort-Rothenfels übertragen. Nach der feierlichen Aufnahme in das Domkapitel erfolgte die Amtseinführung und die Zuweisung eines Platzes im Chorgestühl des Augsburger Doms, den er in den folgenden vier Jahrzehnten bis zu seinem Tode innehatte.
Nachdem er Lesen und Schreiben sowie Latein durch einen Hofgeistlichen auf der Burg Rothenfels erlernt hatte, kam er zur weiteren Ausbildung an den bischöflichen Hof zu seinem Onkel nach Augsburg, der unter anderem auch den Buchdruck in Augsburg förderte.
Im Allgemeinen wurde von einem Domherrn ein Universitätsstudium der Artes, des Kirchenrechts oder der Theologie verlangt; für diesen Zweck erfolgte eine Befreiung von der Residenzpflicht. Am 9. Januar 1476 schrieb er sich an der Universität Freiburg, deren Gönner die Grafen von Montfort waren, in die Universitätsmatrikel ein. Weil es nicht üblich war, dass Hochadlige sich der Examina der Universität unterwarfen, da ein Grafentitel höher als ein Doktorgrad eingeschätzt wurde, hielt er sich vermutlich bereits vorher an der Universität auf, ehe er sich in die Matrikel einschrieb. Am selben Tag schrieben sich sowohl ein Bruder als auch weitere Studenten aus der Grafschaft von Hugo XIII. von Montfort-Tettnang ein, vermutlich um den akademischen Nachwuchs im Land zu fördern. An der Universität wurde Heinrich VII. von Montfort-Rothenfels am 1. Mai 1476 zum Rektor magnificus gewählt; unter seinem Rektorat wurden bis zum 28. Oktober 1476 23 Studenten inskribiert; zu seinen Kommilitonen gehörte unter anderem auch der spätere Weihbischof des Bistums Worms, Leonhard Wisbach. Mit dem Studenten Heinrich VII. von Montfort-Rothenfels wählte die Universität einen Rektor, der als Angehöriger des Hochadels Ansehen genoss und gleichzeitig brachte sie damit den der Familie geschuldeten Dank zum Ausdruck; ihm folgte als Rektor Johann Geiler von Kaysersberg.
Eine Fortsetzung des Studiums in Italien erscheint möglich, zumal sich sein illegetimer Halbbruder Johannes Hugonis wiederholt (1479 in Rom, 1481 in Venedig, 1482 in Bologna, 1484 in Rom) in Italien als Student des Kirchenrechts aufhielt und als Präzeptor von Heinrich VII. von Montfort-Rothenfels infrage käme; außerdem ließ sich sein Vater und seine Schwester Kunigunde 1479 in Rom in die Bruderschaft der Kirche Santa Maria dell’Anima aufnehmen.
Seit 1483 war Heinrich VII. von Montfort-Rothenfels auch zusätzlich Domherr in Konstanz, wo er sich meistens aufgehalten hat; gleichzeitig war er aber auch bestrebt, seiner Augsburger Residenzpflicht nachzukommen. Er beanspruchte 1503 weitere Domherrenpfründe am Basler Münster, auf die er ein Anwartschaftsrecht hatte, die er später jedoch zu Händen des Papstes resignierte und er erhielt am 6. Oktober 1506 noch eine Domherrenpfründe in Straßburg.
Nach dem Tod seines Onkels Johann von Werdenberg 1486 war er als Augsburger Domherr an der Wahl des neuen Bischofs Friedrich II. von Zollern, mit dem er ebenfalls verwandt war, beteiligt, der ihn auch kurz darauf zu seinem Kaplan ernannte. Aufgrund von Differenzen, die es zwischen dem neuen Bischof und Graf Hugo XIII. von Montfort-Tettnang wegen Gerichtsrechte des Hochstiftes Augsburg in der Grafschaft Königsegg-Rothenfels gab, verließ Heinrich VII. von Montfort-Rothenfels spätestens im Frühjahr 1487 Augsburg und suchte sich in Konstanz ein neues Betätigungsfeld; dort bezog er den Domherrenhof in der Inselgasse Nr. 2, zwischen der Predigerbrücke und dem Münsterlinger Haus. Dazu besaß er vor den Toren von Konstanz ein Gut, das ein Lehen des Abtes des Klosters Petershausen war.
Zu seinen Aufgaben im Domkapitel gehörte es, mit seinen Mitbrüdern das Vermögen der Korporation mitzuverwalten sowie weitere Dienste, unter anderem politischer, juristischer, wirtschaftlicher und religiöser Art zu übernehmen. 1490 übernahm er das Amt des Computators (Rechner), in dem er in die Verwaltung und das Rechnungswesen eingeführt wurde; ein Amt, das ihm auch 1503, 1504 und 1506 übertragen wurde.
1504 erhielt er den Auftrag, den Bau einer neuen Schule zu beaufsichtigen und häufig wurde er auch bei der Erörterung juristischer Fragen beigezogen, unter anderem verfasste er 1502 eine Appellationsschrift, 1504 überprüfte er die Artikel, die für eine Vereinbarung zwischen Bischof und dem Domkapitel des Bischofs von Chur, Heinrich von Hewen, vorgeschlagen wurden und 1506 wurden ihm einige neu aufzurichtende Statuten zur Emendation vorgelegt.
Als Angehöriger des Hochadels, dem eine größere Autorität zukam, wurde er auch für diplomatische Missionen eingesetzt; so wurde er wiederholt als Botschafter zu den Eidgenossen in alle Kantone entsandt. 1500 verhandelte er wegen des Zehnten und der Einkünfte im Thurgau und im gleichen Jahr gehörte er dem Empfangskomitee an, das den Bischof Johann XX. von Dalberg von Worms begrüßte und mit ihm verhandelte, 1500 verhandelte er auch mit der Stadt Konstanz und 1501 mit der Stadt Überlingen, 1503 ritt er mit einem Kapitelschreiber nach Augsburg, wo er mit der bischöflichen Kanzlei und dem dortigen Kapitel Gespräche führte, 1504 gehörte er einer Botschaft an, die nach Baden im Aargau entsandt worden war und er suchte in Konstanz mit Graf Heinrich von Lupfen einen gütlichen Vergleich.
Aufgrund der doppelten Haushaltsführung in Augsburg und Konstanz war Heinrich VII. von Montfort-Rothenfels gezwungen, Schulden zu machen, denn seine weiteren Einkünfte bestanden unter anderem aus dem Leibgeding von 150 Gulden, dessen Zahlung nach dem Tod des Vaters der Bruder Johann übernommen hatte, und aus der Zahlung von Sitzungsgeldern. Dies führte im Februar 1500 dazu, dass er wegen seiner Schulden in Augsburg exkommuniziert wurde, allerdings wurde 14 Tage später die Absolution erteilt.
Heinrich VII. von Montfort-Rothenfels hatte eine besondere Vorliebe für Bücher, so ist aus seinem Besitz eine Gesamtausgabe der Werke des Philosophen Jean de Gerson erhalten, das 1488 in Straßburg gedruckt wurde, und durch ein Wappen Graf Heinrich als Besitzer ausweist.
1499 war er an dem Beschluss des Konstanzer Domkapitels beteiligt, die Schlüssel zur Bibliothek einzuziehen und das Schloss zu ändern, nachdem das Buch Exposicionis psalterij verschwunden war. Er ist 1503 auch im Konstanzer Domkapitel an dem Beschluss beteiligt, die neue Basler Gesamtausgabe der Bibelpostille des Hugo von Saint-Cher, die 1497 bis 1502 gedruckt wurde, anzuschaffen.
Das genaue Todesdatum von Heinrich VII. von Montfort-Rothenfels ist unsicher. Am 25. August 1512 nahm er, nach den Konstanzer Domkapitelsprotokollen, an einer Sitzung teil und brach dann im September, wie jedes Jahr, nach Augsburg auf und starb dort vermutlich. Er wurde bis zum 1. Dezember 1512 in Konstanz als abwesend geführt; am 7. Dezember 1512 wurde bereits sein Nachfolger in seine Pfründe eingesetzt.